# 15. politbyro ústředního výboru Komunistické strany Číny
15. politbyro Ústředního výboru Komunistické strany Číny (čínsky v českém přepisu Čung-kuo Kung-čchan-tang ti-š’-wu-ťie Čung-jang Čeng-č’-ťü, pchin-jinem Zhōngguó Gòngchǎndǎng dìshíwǔjiè Zhōngyāng Zhèngzhìjú, znaky 中国共产党第十五届中央政治局) bylo v letech 1997–2002 skupinou 24 členů ústředního výboru Komunistické strany Číny, která tvořila užší vedení Komunistické strany Číny. Sedm nejvýznamnějších členů politbyra tvořilo nejužší vedení, takzvaný stálý výbor politbyra ústředního výboru Komunistické strany Číny.
15. politbyro bylo zvoleno 19. září 1997 na prvním zasedání 15. ústředního výboru zvoleného na závěr XV. sjezdu KS Číny. Mělo 22 členů a dva kandidáty, z nich 9 nových. Stálý výbor politbyra měl sedm členů, z předešlého funkčního období v něm zůstalo pět politiků (generální tajemník Ťiang Ce-min, dále Li Pcheng, Ču Žung-ťi, Li Žuej-chuan a Chu Ťin-tchao), nově přišli dva dosavadní členové politbyra, Wej Ťien-sing a Li Lan-čching. 
V politbyru byla jediná žena, Wu I.
Funkční období 15. politbyra trvalo do XVI. sjezdu KS Číny v listopadu 2002.

## Složení politbyra
Jako úřad je uvedeno zaměstnání a funkce vykonávané v době členství v politbyru, v případě funkcí ve státní správě jde o funkce a úřady zaujaté od zasedání parlamentu, Všečínského shromáždění lidových zástupců, případně Čínského lidového politického poradního shromáždění na jaře 1998. Členové stálého výboru jsou uvedeni v pořadí podle významu, ostatní v (čínském) abecedním pořadí.
VSLZ a ČLPPS jsou Všečínské shromáždění lidových zástupců a Čínské lidové politické poradní shromáždění.
| Minulé období                    | Jméno                              | Rok narození                     | Úřady a funkce | Úřady a funkce                            | Úřady a funkce | Další období                     |
| Minulé období                    | Jméno                              | Rok narození                     | civilní stranické | civilní státní a jiné                     | vojenské | Další období                     |
| Členové stálého výboru politbyra | Členové stálého výboru politbyra   | Členové stálého výboru politbyra | Členové stálého výboru politbyra                                                                                      | Členové stálého výboru politbyra          | Členové stálého výboru politbyra                                                                                             | Členové stálého výboru politbyra |
| -------------------------------- | ---------------------------------- | -------------------------------- | --- | ----------------------------------------- | --- | -------------------------------- |
| 13., 14.                         | Ťiang Ce-min 江泽民                | 1926                             | generální tajemník ÚV                                                                                                 | prezident                                 | předseda Ústřední vojenské komise Komunistické strany Číny, předseda Ústřední vojenské komise ČLR                            | –                                |
| 12., 13., 14.                    | Li Pcheng 李鹏                     | 1928                             | | předseda stálého výboru VSLZ              | | –                                |
| 14.                              | Ču Žung-ťi 朱镕基                  | 1928                             | | předseda Státní rady                      | | –                                |
| 13., 14.                         | Li Žuej-chuan 李瑞环               | 1934                             | | předseda celostátního výboru ČLPPS        | | –                                |
| 14.                              | Chu Ťin-tchao 胡锦涛               | 1942                             | (výkonný) tajemník ÚV, ředitel Ústřední stranické školy                                                               | viceprezident                             | místopředseda Ústřední vojenské komise KS Číny (od září 1999), místopředseda Ústřední vojenské komise ČLR (od října 1999)    | 16., 17.                         |
| 14.                              | Wej Ťien-sing 尉健行               | 1931                             | tajemník Ústřední komise pro kontrolu disciplíny, tajemník ÚV                                                         | předseda Všečínské federace odborů        | | –                                |
| 14.                              | Li Lan-čching 李岚清               | 1932                             | | (první) místopředseda Státní rady         | | –                                |
| Ostatní členové politbyra        |                                    |                                  | |                                           | |                                  |
| 13., 14.                         | Ting Kuan-ken 丁关根               | 1929                             | tajemník ÚV, vedoucí oddělení propagandy ÚV, předseda ústřední komise pro řízení výstavby duchovní civilizace         |                                           | | –                                |
| 12., 13., 14.                    | Tchien Ťi-jün 田纪云               | 1929                             | | (první) místopředseda stálého výboru VSLZ | | –                                |
| –                                | Li Čchang-čchun 李长春             | 1944                             | tajemník chenanského provinčního výboru (do března 1998), tajemník kuangtungského provinčního výboru (od března 1998) |                                           | | 16., 17.                         |
| 13., 14.                         | Li Tchie-jing 李铁映               | 1936                             | | předseda Čínské akademie sociálních věd   | | –                                |
| 14.                              | Wu Pang-kuo 吴邦国                 | 1941                             | | místopředseda Státní rady                 | | 16., 17.                         |
| –                                | Wu Kuan-čeng 吴官正                | 1938                             | tajemník šantungského provinčního výboru                                                                              |                                           | | 16.                              |
| –                                | Čch’ Chao-tchien 迟浩田            | 1929                             | | státní poradce Státní rady                | generálplukovník, místopředseda Ústřední vojenské komise KS Číny, místopředseda Ústřední vojenské komise ČLR, ministr obrany | –                                |
| –                                | Čang Wan-nien 张万年               | 1928                             | tajemník ÚV |                                           | generálplukovník, místopředseda Ústřední vojenské komise KS Číny, místopředseda Ústřední vojenské komise ČLR                 | –                                |
| –                                | Luo Kan 罗干                       | 1935                             | tajemník ÚV, tajemník ústřední politické a právní komise                                                              | státní poradce Státní rady                | | 16.                              |
| 14.                              | Ťiang Čchun-jün 姜春云             | 1930                             | | místopředseda stálého výboru VSLZ         | | –                                |
| –                                | Ťia Čching-lin 贾庆林              | 1940                             | tajemník pekingského městského výboru                                                                                 |                                           | | 16., 17.                         |
| 14.                              | Čchien Čchi-čchen 钱其琛           | 1928                             | | místopředseda Státní rady                 | | –                                |
| 14.                              | Chuang Ťü 黄菊                     | 1938                             | tajemník šanghajského městského výboru                                                                                |                                           | | 16.                              |
| 14.                              | Wen Ťia-pao 温家宝                 | 1942                             | tajemník ÚV | místopředseda Státní rady                 | | 16., 17.                         |
| 14.                              | Sie Fej 谢非 (zemřel v říjnu 1999) | 1932                             | tajemník kuangtungského provinčního výboru (do března 1998)                                                           | (druhý) místopředseda stálého výboru VSLZ | | –                                |
| Kandidáti politbyra              |                                    |                                  | |                                           | |                                  |
| –                                | Ceng Čching-chung 曾庆红           | 1939                             | tajemník ÚV, vedoucí Hlavní kanceláře ÚV (do března 1999), vedoucí organizačního oddělení ÚV (od března 1999)         |                                           | | 16.                              |
| –                                | Wu I 吴仪                          | 1938                             | | státní poradkyně Státní rady              | | 16.                              |